# تفجيرات بغداد أكتوبر 2011
تفجيرات بغداد أكتوبر 2011 هي سلسلة من الهجمات بالقنابل ضربت العاصمة بغداد في الفترة ما بين السابع والثالث عشر من أكتوبر 2011. بدأت الهجمات الأولى في السابع من أكتوبر عندما انفجرت قنبلة مغناطيسية وعبوتان ناسفتان، مما أسفر عن مقتل سبعة أشخاص وإصابة تسعة وثلاثين آخرين في ناحية الزعفرانية في جنوب بغداد. وفي العاشر من أكتوبر ضربت ثلاثة انفجارات حي الوشاش الذي تسكنه غالبية شيعية، مما أسفر عن مقتل عشرة أشخاص وإصابة 18 آخرين. وبعد يومين وقعت سلسلة من الهجمات في جميع أنحاء بغداد. حيث تم استهداف اثنين من مراكز الشرطة في المناطق الشمالية الغربية والوسطى من قبل انتحاريين يقودون سيارات مفخخة، مما أسفر عن مقتل 22 شخصًا (بما في ذلك 13 من رجال الشرطة) وإصابة ما لا يقل عن 55 آخرين. في المجموع، قُتل ما لا يقل عن 29 شخصًا في ذلك اليوم وأصيب 86 آخرون. وفي مساء اليوم التالي، انفجرت أربع قنابل على جانب الطريق بالقرب من سوق محلي ومقهى مزدحم في حي مدينة الصدر، مما أسفر عن مقتل 18 شخصًا وإصابة 47 آخرين.